# Washington Open 2024 - Doppio femminile
Il doppio femminile del torneo di tennis professionistico Washington Open 2024, facente parte della categoria WTA 500 nell'ambito dell'WTA Tour 2024, si è giocato al William H.G. FitzGerald Tennis Center di Washington, negli Stati Uniti dal 29 luglio al 4 agosto 2024. Laura Siegemund e Vera Zvonarëva erano le campionesse in carica, ma Zvonarëva ha scelto di non partecipare a questa edizione del torneo, mentre Siegemund ha scelto di partecipare al concomitante torneo olimpico.
Asia Muhammad e Taylor Townsend arrivano in finale dopo aver giocato solo il primo incontro in campo ed aver beneficiato del ritiro delle avversarie nei due turni successivi. Nell'incontro valido per il titolo hanno sconfitto Jiang Xinyu e Wu Fang-hsien con il punteggio di 7-6(0), 6-3.
Si tratta del terzo titolo per la coppia statunitense, e del secondo stagionale per Taylor Townsend.

## Teste di serie
1. Asia Muhammad /  Taylor Townsend (Campionesse)
2. Giuliana Olmos /  Aleksandra Panova (primo turno)

1. Ulrikke Eikeri /  Ingrid Neel (semifinale, ritirate)
2. Miyu Katō /  Aldila Sutjiadi (semifinale)

## Wildcard
1. Eugenie Bouchard /  Sloane Stephens (primo turno)

1. Robin Montgomery /  Clervie Ngounoue (primo turno)

## Tabellone

### Legenda
| - Q = Qualificato - WC = Wild card - LL = Lucky loser | - ALT = Alternate - SE = Special Exempt - PR = Protected Ranking | - w/o = Walkover - r = Ritirato - d = Squalificato |

|  | Primo turno | Primo turno               | Primo turno               | Primo turno | Primo turno |  |  | Quarti di finale | Quarti di finale      | Quarti di finale      | Quarti di finale      | Quarti di finale |                 |   | Semifinali | Semifinali                    | Semifinali                    | Semifinali                | Semifinali                |    |   | Finale | Finale | Finale | Finale | Finale |  |
|  |             |                           |                           |             |             |  |  |                  |                       |                       |                       |                  |                 |   |            |                               |                               |                           |                           |    |   |        |        |        |        |        |  |
|  | 1           | A Muhammad T Townsend     | 6                         | 4           | [10]        |  |  |                  |                       |                       |                       |                  |                 |   |            |                               |                               |                           |                           |    |   |        |        |        |        |        |  |
|  |             | H Baptiste P Stearns      | 0                         | 6           | [4]         |  |  | 1                | A Muhammad T Townsend | A Muhammad T Townsend | A Muhammad T Townsend | w/o              |                 |   |            |                               |                               |                           |                           |    |   |        |        |        |        |        |  |
|  |             | L Samsonova Y Wang        | 7                         | 2           | [10]        |  |  |                  | L Samsonova Y Wang    | L Samsonova Y Wang    | L Samsonova Y Wang    |                  |                 |   |            |                               |                               |                           |                           |    |   |        |        |        |        |        |  |
|  |             | M Lumsden A Sisková       | 64                        | 6           | [8]         |  |  |                  |                       |                       |                       |                  |                 |   | 1          | A Muhammad T Townsend         | A Muhammad T Townsend         | A Muhammad T Townsend     | w/o                       |    |   |        |        |        |        |        |  |
|  | 3           | U Eikeri I Neel           | U Eikeri I Neel           | 6           | 6           |  |  |                  |                       | 3                     | U Eikeri I Neel       | U Eikeri I Neel  | U Eikeri I Neel |   |            |                               |                               |                           |                           |    |   |        |        |        |        |        |  |
|  |             | O Kalašnikova K Rachimova | O Kalašnikova K Rachimova | 2           | 3           |  |  | 3                | U Eikeri I Neel       | U Eikeri I Neel       | U Eikeri I Neel       | w/o              |                 |   |            |                               |                               |                           |                           |    |   |        |        |        |        |        |  |
|  |             | E Hozumi M Ninomiya       | E Hozumi M Ninomiya       | 63          | 2           |  |  |                  | P Badosa O Jabeur     | P Badosa O Jabeur     | P Badosa O Jabeur     |                  |                 |   |            |                               |                               |                           |                           |    |   |        |        |        |        |        |  |
|  |             | P Badosa O Jabeur         | P Badosa O Jabeur         | 7           | 6           |  |  |                  |                       |                       |                       |                  |                 |   | 1          | Asia Muhammad Taylor Townsend | Asia Muhammad Taylor Townsend | 7                         | 6                         |    |   |        |        |        |        |        |  |
|  | WC          | E Bouchard S Stephens     | E Bouchard S Stephens     | 3           | 4           |  |  |                  |                       |                       |                       |                  |                 |   |            |                               |                               | Jiang Xinyu Wu Fang-hsien | Jiang Xinyu Wu Fang-hsien | 60 | 3 |        |        |        |        |        |  |
|  |             | A Krueger Y Xu            | A Krueger Y Xu            | 6           | 6           |  |  |                  | A Krueger Y Xu        | A Krueger Y Xu        | 65                    | 1                |                 |   |            |                               |                               |                           |                           |    |   |        |        |        |        |        |  |
|  |             | T Mihalíková O Nicholls   | 2                         | 6           | [8]         |  |  | 4                | M Katō A Sutjiadi     | M Katō A Sutjiadi     | 7                     | 6                |                 |   |            |                               |                               |                           |                           |    |   |        |        |        |        |        |  |
|  | 4           | M Katō A Sutjiadi         | 6                         | 4           | [10]        |  |  |                  |                       |                       |                       |                  |                 |   | 4          | M Katō A Sutjiadi             | M Katō A Sutjiadi             | 4                         | 65                        |    |   |        |        |        |        |        |  |
|  |             | A Potapova J Sizikova     | 3                         | 7           | [10]        |  |  |                  |                       |                       | X Jiang F-h Wu        | X Jiang F-h Wu   | 6               | 7 |            |                               |                               |                           |                           |    |   |        |        |        |        |        |  |
|  | WC          | R Montgomery C Ngounoue   | 6                         | 65          | [4]         |  |  |                  | A Potapova J Sizikova | A Potapova J Sizikova | 4                     | 65               |                 |   |            |                               |                               |                           |                           |    |   |        |        |        |        |        |  |
|  |             | X Jiang F-h Wu            | X Jiang F-h Wu            | 6           | 6           |  |  |                  | X Jiang F-h Wu        | X Jiang F-h Wu        | 6                     | 7                |                 |   |            |                               |                               |                           |                           |    |   |        |        |        |        |        |  |
|  | 2           | G Olmos A Panova          | G Olmos A Panova          | 2           | 2           |  |  |                  |                       |                       |                       |                  |                 |   |            |                               |                               |                           |                           |    |   |        |        |        |        |        |  |